# Ольсен, Фроде
Фро́де О́льсен (норв. Frode Olsen; род. 12 октября 1967, Ставангер, Ругаланн) — норвежский футболист, игрок сборной Норвегии. Выступал на позиции вратаря. В составе сборной страны принимал участие в чемпионате Европы 2000 в качестве запасного вратаря.

## Карьера

### Клубная
В течение своей футбольной карьеры Ольсен выступал за норвежские клубы «Стрёмсгодсет», «Старт», «Стабек» и «Викинг». В 1992 году, в своём дебютном сезоне за ФК «Старт», футболист помог клубу занять 3 место в чемпионате Норвегии. В 1996 году «Старт» покинул высший дивизион, и Ольсен перешёл в «Стабек», с которым в 1998 году также добивается третьего места в Типпелиге. В составе «Стабека» он трижды (в 1997, 1998 и 1999) получал приз Книксена как лучший вратарь года в Норвегии. В 1999 году он перешёл в испанский клуб «Севилья», где в течение трёх сезонов так и не смог закрепиться в основе команды. Фроде Ольсен завершил игровую карьеру в 2004 году.

### В сборной
Первый матч за сборную Норвегии Ольсен провёл 6 февраля 1995 года против команды Эстонии (норвежцы выиграли 7:0). В следующем матче вышел на поле после перерыва и пропустил один гол от команды Тринидада и Тобаго и больше не выступал за сборную до 1999 года. Начиная с 1999 года Фруде Ольсен часто выходил в основе сборной, участвовал в отборочных матчах к чемпионатам Европы 2000 и 2004, в отборочном турнире чемпионата мира 2002. В 2000 году он вместе со сборной Норвегии поехал на чемпионат Европы 2000, но место в основе команды доверили другому вратарю — Томасу Мюре. Последним матчем Ольсена за сборную стала игра с испанцами 19 ноября 2003 года (счёт 0:3).

## После карьеры
После окончания карьеры футболиста Ольсен тренировал женскую футбольную команду «Клепп», позже на норвежском канале TV 2 Direkte комментировал испанский чемпионат. После того, как у телеканала закончился контракт на трансляцию чемпионата Испании, Фроде Ольсен продолжил работать на TV 2, но уже в качестве аналитика Типпелиги. С января по сентябрь 2008 года он был спортивным директором клуба «Брюне».

## Статистика

### Выступления за клубы
| Сезон   | Клуб         | Лига            | Матчи | Голы |
| ------- | ------------ | --------------- | ----- | ---- |
| 1990    | Русенборг    | Первый дивизион | 1     | ?    |
| 1991    | Стрёмсгодсет | Типпелига       | 22    | ?    |
| 1992    | Старт        | Типпелига       | 22    | ?    |
| 1993    | Старт        | Типпелига       | 22    | ?    |
| 1994    | Старт        | Типпелига       | 22    | ?    |
| 1995    | Старт        | Типпелига       | 25    | ?    |
| 1996    | Старт        | Типпелига       | 26    | ?    |
| 1997    | Стабек       | Типпелига       | 25    | ?    |
| 1998    | Стабек       | Типпелига       | 26    | ?    |
| 1999    | Стабек       | Типпелига       | 25    | ?    |
| 1999/00 | Севилья      | Примера         | 18    | ?    |
| 2000/01 | Севилья      | Сегунда         | 14    | ?    |
| 2001/02 | Севилья      | Примера         | 1     | ?    |
| 2002    | Викинг       | Типпелига       | 6     | ?    |
| 2003    | Викинг       | Типпелига       | 26    | ?    |
| 2004    | Викинг       | Типпелига       | 25    | ?    |

### Матчи Ольсена за сборную Норвегии
| Матчи Ольсена за сборную Норвегии | Матчи Ольсена за сборную Норвегии | Матчи Ольсена за сборную Норвегии | Матчи Ольсена за сборную Норвегии | Матчи Ольсена за сборную Норвегии | Матчи Ольсена за сборную Норвегии   |
| --------------------------------- | --------------------------------- | --------------------------------- | --------------------------------- | --------------------------------- | ----------------------------------- |
| №                                 | Дата                              | Соперник                          | Счёт                              | Пропущено голов                   | Соревнование                        |
| 1                                 | 6 февраля 1995                    | Эстония                           | 7:0                               | —                                 | Товарищеский матч                   |
| 2                                 | 29 ноября 1995                    | Тринидад и Тобаго                 | 2:3                               | 1                                 | Товарищеский матч                   |
| 3                                 | 20 января 1999                    | Израиль                           | 1:0                               | —                                 | Товарищеский матч                   |
| 4                                 | 20 мая 1999                       | Ямайка                            | 6:0                               | —                                 | Товарищеский матч                   |
| 5                                 | 30 мая 1999                       | Грузия                            | 1:0                               | —                                 | Чемпионат Европы 2000 (отбор)       |
| 6                                 | 5 июня 1999                       | Албания                           | 2:1                               | 1                                 | Чемпионат Европы 2000 (отбор)       |
| 7                                 | 18 августа 1999                   | Литва                             | 1:0                               | —                                 | Товарищеский матч                   |
| 8                                 | 4 сентября 1999                   | Греция                            | 1:0                               | —                                 | Чемпионат Европы 2000 (отбор)       |
| 9                                 | 8 сентября 1999                   | Словения                          | 4:0                               | —                                 | Чемпионат Европы 2000 (отбор)       |
| 10                                | 9 октября 1999                    | Латвия                            | 2:1                               | 1                                 | Чемпионат Европы 2000 (отбор)       |
| 11                                | 14 ноября 1999                    | Германия                          | 0:1                               | 1                                 | Товарищеский матч                   |
| 12                                | 2 февраля 2000                    | Дания                             | 4:2                               | 2                                 | Чемпионат Северной Европы 2000—2001 |
| 13                                | 23 февраля 2000                   | Турция                            | 2:0                               | —                                 | Товарищеский матч                   |
| 14                                | 27 мая 2000                       | Словакия                          | 2:0                               | —                                 | Товарищеский матч                   |
| 15                                | 16 августа 2000                   | Финляндия                         | 1:3                               | 3                                 | Чемпионат Северной Европы 2000—2001 |
| 16                                | 2 сентября 2000                   | Армения                           | 0:0                               | —                                 | Чемпионат мира 2002 (отбор)         |
| 17                                | 7 октября 2000                    | Уэльс                             | 1:1                               | 1                                 | Чемпионат мира 2002 (отбор)         |
| 18                                | 11 октября 2000                   | Украина                           | 0:1                               | 1                                 | Чемпионат мира 2002 (отбор)         |
| 19                                | 16 октября 2002                   | Босния и Герцеговина              | 2:0                               | —                                 | Чемпионат Европы 2004 (отбор)       |
| 20                                | 12 февраля 2003                   | Греция                            | 0:1                               | 1                                 | Товарищеский матч                   |
| 21                                | 2 апреля 2003                     | Люксембург                        | 2:0                               | —                                 | Чемпионат Европы 2004 (отбор)       |
| 22                                | 30 апреля 2003                    | Ирландия                          | 0:1                               | 1                                 | Товарищеский матч                   |
| 23                                | 22 мая 2003                       | Финляндия                         | 2:0                               | —                                 | Товарищеский матч                   |
| 24                                | 7 июня 2003                       | Дания                             | 0:1                               | 1                                 | Чемпионат Европы 2004 (отбор)       |
| 25                                | 11 июня 2003                      | Румыния                           | 1:1                               | 1                                 | Чемпионат Европы 2004 (отбор)       |
| 26                                | 19 ноября 2003                    | Испания                           | 0:3                               | —                                 | Чемпионат Европы 2004 (отбор)       |

Итого: 26 матчей / пропущено 15 голов; 15 побед, 3 ничьи, 8 поражений.

## Интересные факты
- Любимый английский клуб Ольсена — «Лутон Таун»[4].